# Dos Hermanas

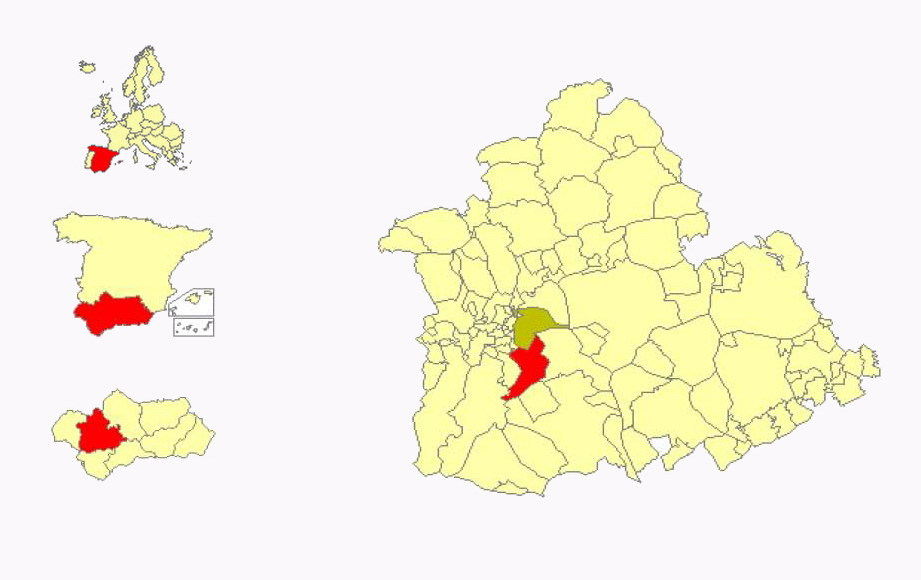
Localização de Dos Hermanas

Dos Hermanas é um município da Espanha na província de Sevilha, comunidade autónoma da Andaluzia, de área 160,52 km² com população de 131.317 habitantes (2015) e densidade populacional de 815,81 hab/km².

## Demografia
| Variação demográfica do município entre 1996 e 2015 | Variação demográfica do município entre 1996 e 2015 | Variação demográfica do município entre 1996 e 2015 | Variação demográfica do município entre 1996 e 2015 | Variação demográfica do município entre 1996 e 2015 | Variação demográfica do município entre 1996 e 2015 | Variação demográfica do município entre 1996 e 2015 | Variação demográfica do município entre 1996 e 2015 |
| --------------------------------------------------- | --------------------------------------------------- | --------------------------------------------------- | --------------------------------------------------- | --------------------------------------------------- | --------------------------------------------------- | --------------------------------------------------- | --------------------------------------------------- |
| 1996                                                | 2001                                                | 2004                                                | 2006                                                | 2012                                                | 2014                                                | 2015                                                | 2023                                                |
| 91.138                                              | 100.871                                             | 109.595                                             | 114.672                                             | 128.794                                             | 130.369                                             | 131.317                                             | 138.981                                             |